# Àrea metropolitana

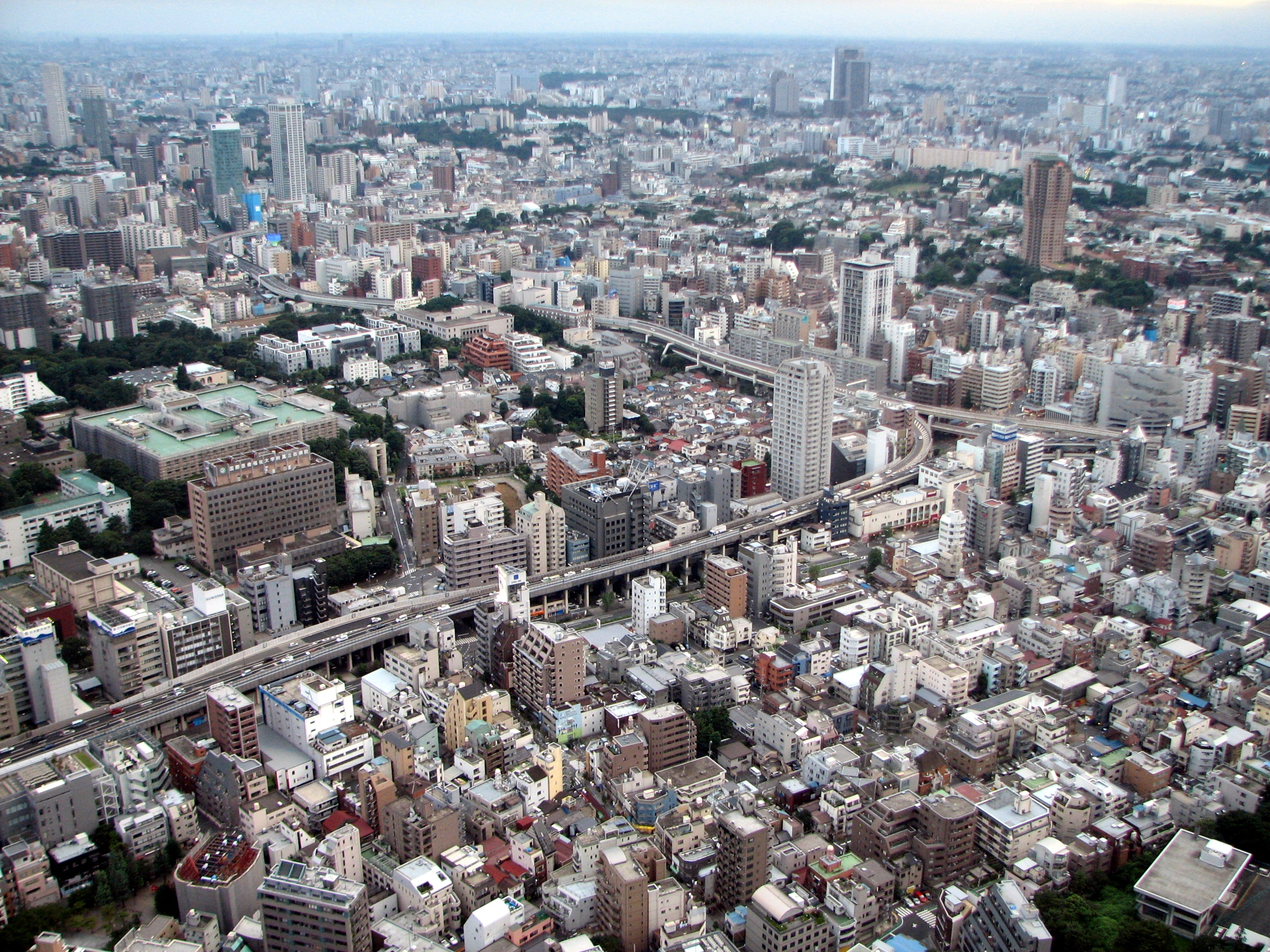
Àrea metropolitana de Tòquio

El concepte d'àrea metropolitana o zona metropolitana, també anomenada àrea urbana o aglomeració urbana, es refereix a la regió urbana que envolta una ciutat principal i diverses ciutats satèl·lits. D'altra banda, una megalòpoli és una cadena d'àrees metropolitanes.

## Les àrees metropolitanes més grans
Aquesta és una llista de les àrees metropolitanes més grans del món amb estimacions per al 2005. Aquest és un tema controvertible difícil de quantificar, ja que, a diferència d'altres subdivisions nacionals, no hi ha fronteres definides per a les àrees metropolitanes. Les dades d'aquesta llista provenen del Report d'Urbanització Mundial de les Nacions Unides (2003). Les àrees metropolitanes inclouen les àrees suburbanes que envolten a les ciutats principals, així com altres ciutats importants properes que en conjunt funcionen com una sola conurbació.
1. Tòquio (Japó), 35,2 milions

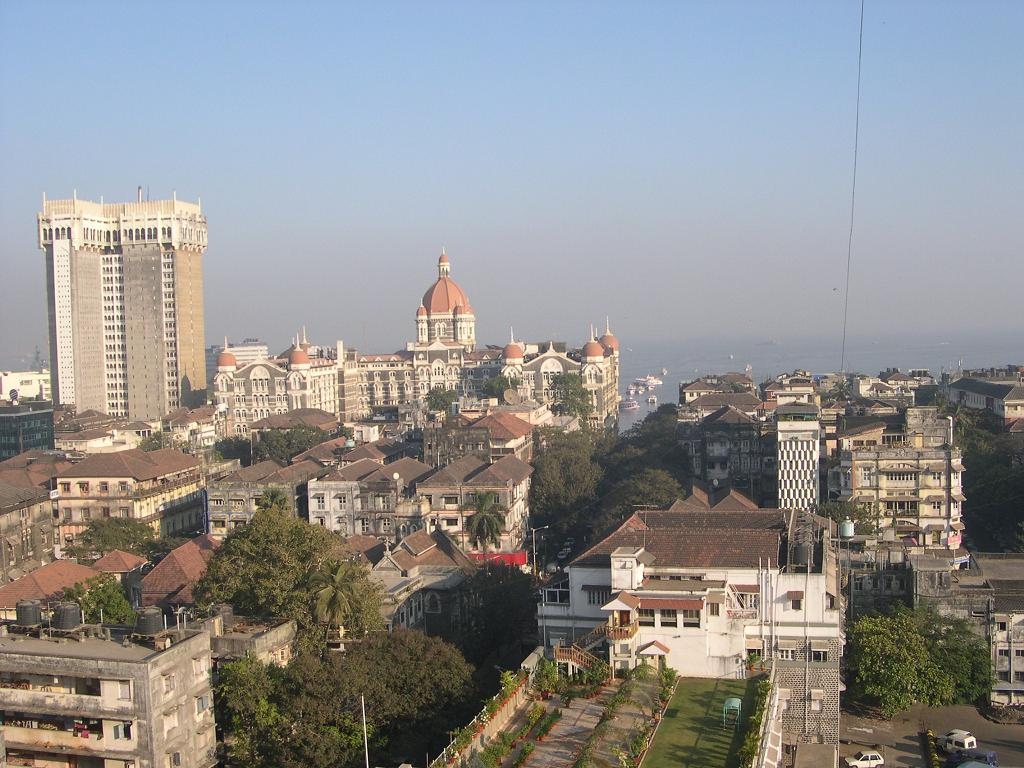
Mumbai

2. Ciutat de Mèxic, Mèxic, 19,4 milions
3. Nova York, Estats Units, 18,7 milions
4. São Paulo (Brasil), 18,3 milions
5. Mumbai, Índia, 18,2 milions
6. Delhi, Índia, 15,0 milions
7. Shanghai, Xina 14,5 milions
8. Calcuta, Índia, 14,3 milions
9. Jakarta, Indonèsia, 13,2 milions
10. Buenos Aires, Argentina, 12,6 milions
11. Dhaka, Bangladesh, 12,6 milions
12. Los Angeles, Estats Units, 12,3 milions
13. Karachi, Pakistan, 11,8 milions
14. Rio de Janeiro (Brasil), 11,5 milions
15. Osaka, Japó, 11,3 milions
16. El Caire, Egipte, 11,2 milions
17. Lagos, Nigèria, 10,9 milions
18. Pequín, República Popular de la Xina, 10,8 milions
19. Manila, Filipines, 10,7 milions
20. Moscou, Rússia, 10,7
21. París, França, 9,8 milions
22. Istanbul, Turquia, 9,6 milions
23. Seül, Corea del Sud, 9,5 milions
24. Tianjin, Xina, 8,7 milions
25. Chicago, Estats Units, 8,7 milions
26. Lima, Perú, 8,2 milions
27. Londres, Regne Unit, 7,6 milions
28. Bogotà, Colòmbia, 7,6 milions
29. Teheran, Iran, 7,4 milions
30. Hong Kong, Xina, 7,2 milions

## Les àrees metropolitanes en relació amb la demografia mundial

### Percentatges
D'acord amb l'estudi realitzat per les Nacions Unides, la proporció de persones que viuen a àrees metropolitanes amb una població superior als 10 milions d'habitants, és petita en comparació amb la població mundial: el 2003 era al voltant del 3%. Però, aquesta xifra augmetarà els pròxims anys, i s'espera que el 2015 arribi al 4%. El percentatge de població mundial que vivia el 2003 en ciutats amb menys de 500,000 habitants és del 25%. És a dir, un gran percentatge de la població mundial és urbana.

### Nombre d'àrees urbanes
El 2005 el nombre d'àrees urbanes amb més de 5 milions d'habitants era de 46. El 2015 en seran 61. El nombre d'àrees urbanes amb més de 10 milions d'habitants era de 20 el 2003, el 2015 en seran 22.

### Projeccions
D'acord amb les taxes de creixement poblacionals actuals, s'espera que la ciutat més poblada del món el 2015 sigui Tòquio. La segona i la tercera posició seran per Mumbai i Delhi, ambdues ciutats de l'Índia. La quarta posició serà per la Ciutat de Mèxic i la cinquena per São Paulo, les quals estaran experimentant taxes de creixement molt més petites relacionades amb el desenvolupament econòmic i social de Mèxic i Brasil respectivament, i una descentralització major de les seves economies.

## Les àrees metropolitanes dels Països Catalans
- Àrea Metropolitana de Barcelona
- Àrea metropolitana d'Alacant-Elx
- Àrea metropolitana de la Plana
- Àrea metropolitana de Tarragona-Reus
- Àrea Metropolitana de València